# Xantinolo
Lo xantinolo è un composto chimico di formula {\displaystyle {\ce {C13H21N5O4}}} che in condizioni standard si presenta come un solido bancastro.

## Storia
È stato approvato come farmaco nel 1998 in Canada, ma attualmente il suo status è stato revocato dopo la commercializzazione.

## Caratteristiche strutturali e fisiche
Il composto è un derivato della niacina che appartiene alla classe delle ossopurine. In particolare si tratta della combinazione di un derivato teofillinico con la vitamina B3. La carica fisiologica è +1. Il composto risulta liberamente solubile in acqua.
| N. di atomi pesanti                  | 22                              |
| N. di donatori di legami a idrogeno  | 2                               |
| N. di accettori di legami a idrogeno | 6                               |
| N. di atomi stereogenici             | 1                               |
| N. di legami ruotabili               | 6                               |
| Massa monoisotopica                  | 311,5935417 u                   |
| Superficie polare                    | 102 Å²                          |
| Sezione d'urto                       | 1718 Å² [M+H]+ 175,7 Å² [M+Na]+ |

| Volume molare              | 219,3 ± 7,0 cm³    |
| Tensione superficiale      | 57,2 ± 7,0 dyne/cm |
| Entalpia di vaporizzazione | 92.5±3.0 kJ/mol    |
| Refrattività               | 80,11 m3/mol       |
| Refrattività molare        | 79,1 ± 0,5 cm³     |
| Polarizzabiliità           | 31,95 Å3           |

## Sintesi
Il composto si ottiene facendo reagire la teoffillina con il 3-cloro-2-idrossi-1-(2'-idrossietil)-1-metilaminopropano in una soluzione acquosa d'idrossido di potassio per 8-10 ore.

## Reattività e caratteristiche chimiche
L'indice di ritenzione di Kovats del composto è pari a 2710.

### Spettri analitici
- GC-MS[10]
- MS-MS[11]
- LC-MS[12]

## Farmacologia e tossicologia

### Farmacocinetica
Lo xantinolo viene assorbito rapidamente dall'organismo, con un'emivita di assorbimento di 0,4 ore. Dopo l'assorbimento, il composto si degrada velocemente in acido nicotinico, che ha una carica negativa, e in ione xantinolo, che ha una carica positiva.
Il volume di distribuzione è pari a 0,93 L/kg e la clearance corporea totale è pari a 0,63 L h/kg. Il metabolismo del composto porta alla formazione di due metaboliti che corrispondono a forme stereoisomeriche di 2-coffeinil-N-metil-6-idrossi-morfoline. Strutturalmente questi metaboliti possono essere descritti come semiacetali di un'aldeide terminale derivata dello xantinolo. Dopo la somministrazione orale di una singola dose di 150 mg, la Cmax è pari a 615 ng/mL, l'AUC è pari a 4.457 ng h/mL e l'emivita plasmatica è pari a 4,89 h.
Dalla dose somministrata, tra il 90,9% e il 100% può essere recuperato nel plasma. Nei campioni di urina, le due forme stereoisomeriche dei metaboliti dello xantinolo rappresentano circa 7-8% della quantità totale di xantinolo eliminata. L'emivita di eliminazione è pari a 1,67 ore.

### Farmacodinamica
Attraversa facilmente la membrana cellulare e una volta all'interno della cellula, favorisce un aumento del metabolismo del glucosio, portando a un incremento dell'energia. Lo ione con carica positiva si ritiene che faciliti il trasporto dell'acido nicotinico all'interno della cellula, poiché quest'ultimo non può diffondersi liberamente attraverso la membrana cellulare. 
Il meccanismo d'azione sembra essere legato all'influenza sul metabolismo cellulare, attraverso i nucleotidi NAD e NADP. Inoltre, l'acido nicotinico agisce come coenzima per molte proteine coinvolte nella respirazione dei tessuti, in particolare nel ciclo di Embden-Meyerhof e nel ciclo degli acidi tricarbossilici (ciclo di Krebs).
Le ricerche indicano che il composto favorisce un aumento del flusso sanguigno nei letti vascolari. Gli studi clinici hanno riportato miglioramenti nelle prestazioni di anziani sani nei test sulla memoria a breve e lungo termine. Questo effetto è attribuito al potenziamento del metabolismo cellulare e alla maggiore disponibilità di ossigeno nel cervello, grazie all'aumento dell'ATP negli eritrociti. Questo processo facilita la penetrazione nei capillari, aumentando la pressione dell'ossigeno nel sangue capillare e migliorando l'ossigenazione dei tessuti circostanti.

### Effetti del composto e usi clinici
Sottoforma di sale di nicotina, viene usato come farmaco a piccole molecole. Viene utilizzato negli integratori alimentari per aumentare il metabolismo del glucosio nel cervello e favorire la produzione di ATP.
Viene inoltre impiegato come agente per la riduzione del colesterolo e come vasodilatatore che permette un maggior flusso sanguigno nel cervello. Questo effetto contribuisce a migliorare la memoria, la concentrazione e la lucidità mentale. Grazie a queste proprietà, il composto è indicato nel trattamento dei disturbi cerebrovascolari e vascolari periferici, oltre che per la gestione delle iperlipidemie.
In generale il farmaco è indicato per il trattamento di:
- sclerosi vascolare periferica
- disturbi della circolazione cerebrale
- arteriosclerosi
- endoarterite obliterante
- disturbi della memoria a breve termine
- affaticamento mentale
- angiopatia diabetica
- gangrena diabetica
- iperlipidemia
- claudicazione intermittente

### Controindicazioni ed effetti collaterali
Gli effetti collaterali del farmaco includono:
- rossore cutaneo
- sensazione di calore
- nausea
- bruciore di stomaco
- vomito
- prurito